# 王宽诚
王宽诚（1907年6月17日—1986年12月3日），又名文侠，男，浙江宁波鄞縣人，生于江苏靖江，香港实业家，原香港中华总商会会长。

## 生平
1907年，生于江苏靖江县，在4子2女中排行第4。父親是商店職員。王寬誠曾於私塾入學3年，後到位於靖江的小學入學4年。15歲時到寧波永豐豬行當學徒，再到同區江廈街源吉錢莊任放貸員工。
1933年，在宁波太丰面粉厂任职。1935年，与人合资在在宁波泥堰头开设维大鼎记面粉号，后成为业界翘楚。1937年，在上海开设维大华行。
1941年，日军入侵上海，转移业务至重庆。1945年抗日战争胜利后，重返上海，重整业务。
1947年7月，到香港发展。在香港成立幸福企业集团等多家有限公司。后又到美国、加拿大等国投资发展。
1949年，应邀率领香港观礼代表团，赴北京参加中华人民共和国开国大典。
1950年，抗美援朝战争时期，捐献飞机一架，发动各界人士纷纷响应中国号召，出售香港房地产，集资500余万港元，购买物资运入上海。1951年，为推动北京旅游业发展，集资兴建北京新侨饭店，任首届董事长。
1957年，任香港香岛中学名誉董事长。 1958年，任香港中华总商会第21届副会长，后历任22、24、25、29、30和31届副会长，以及23、26、27、28、32和33届会长。1985年，任香港中华总商会当然永远荣誉会长。1959年，任中艺（香港）有限公司首届董事长，香港中华出入口商会会长，后任永远名誉会长。
1961年，涉足海运业，为当时大陆打开了一道海上门户。1963年、1967年，分别赴荷兰、日本接收订造之远洋轮船。
1963年，捐款并协助广东暨南大学重建，并任暨南大学第一届董事会副董事长。
1965年，任香港地产建设商会会董。
六七暴動期間，他是「港九各界同胞反對港英迫害鬥爭委員會」的副主任委員。
1975年，任第四届全国人民代表大会代表。1978年，任第五届全国人民代表大会代表。
1979年，积极配合中國內地改革开放政策，参与投资上海市工商界爱国建设投资公司，并任第一届常务董事。
1980年，赴美国和加拿大等国考察，并在美国、加拿大发展地产业务。
1980年，任中国国际信托投资公司董事，浙江省国际信托投资公司名誉董事长，安徽省国际信托投资服务公司名誉董事长，福建华侨大学第一届董事会董事。
1980年，创立香港甬港联谊会，任第1、2和3届会长。1986年，任永远名誉会长。
1981年，任澳门东亚大学校董，捐资兴建该校图书馆。
1982年，任纪念宋庆龄国家名誉主席基金会理事，香港观塘工商业联合会永远名誉会长。
1983年，任上海市信托投资公司常务董事，广东省侨联会奖励基金会名誉理事长。1984年，任上海市工商联顾问，中华全国工商联第五届执行委员，宁波市经济技术开发总公司名誉董事长。1985年，任沪港经济发展协会名誉会长，上海工商学院校董会名誉主席，中国城市经济社会年鉴理事会港澳地区顾问，宁波市残疾人福利基金会名誉理事长，上海工业大学名誉校务委员。
1985年，斥资1亿美元，成立“王宽诚教育基金会”，并任基金会首届董事会主席，大力支持中国教育事业。
1985年，被选为香港基本法咨询委员会副主任兼财务委员会主席。
1986年，任浙江树人大学名誉董事长，宁波旅港同乡会名誉会长。
1986年，任中华人民共和国香港特别行政区基本法咨询委员会执行委员会副主任。
1986年12月3日，逝世于北京，享年80岁，骨灰安放在八宝山革命公墓。1989年4月，骨灰从北京护送到浙江宁波东钱湖畔安葬。
曾任中国人民政治协商会议全国委员会第二届特邀委员。1959年和1964年先后任第三、四届全国政协委员。1983年，任第六届全国政协常务委员。

## 教育事业
1985年，王宽诚斥巨资1亿美元，成立“王宽诚教育基金会”，并任基金会首届董事会主席，大力支持中国教育事业，支持培养高端科技人才。
1962年，捐资兴建在宁波东恩小学，宁波东恩中学，并设立奖学金。
1963年，捐款并协助广东暨南大学重建，并任暨南大学第一届董事会副董事长。
设有中国科学院王宽诚博士后奖学金。

## 荣誉
1998年10月5日，中国科学院南京紫金山天文台发现的4651号小行星获得国际小行星命名委员会批准，正式命名为“王宽诚星”。 